# Голлстед (Пенсільванія)
Голлстед (англ. Hallstead) — місто (англ. borough) в США, в окрузі Сасквегенна штату Пенсільванія. Населення — 1174 особи (2020).

## Географія
Голлстед розташований за координатами 41°57′42″ пн. ш. 75°44′50″ зх. д. / 41.96167° пн. ш. 75.74722° зх. д. (41.961668, -75.747147).  За даними Бюро перепису населення США в 2010 році місто мало площу 1,08 км², з яких 1,08 км² — суходіл та 0,00 км² — водойми.

## Демографія
Згідно з переписом 2010 року, у селищі мешкали 1303 особи в 572 домогосподарствах у складі 347 родин. Густота населення становила 1201 особа/км².  Було 606 помешкань (559/км²).
Расовий склад населення:
| - 97,5 % — білих - 0,7 % — чорних або афроамериканців - 0,4 % — корінних американців |

До двох чи більше рас належало 1,5 %. Частка іспаномовних становила 1,0 % від усіх жителів.
За віковим діапазоном населення розподілялося таким чином: 22,7 % — особи молодші 18 років, 58,4 % — особи у віці 18—64 років, 18,9 % — особи у віці 65 років та старші. Медіана віку мешканця становила 43,8 року. На 100 осіб жіночої статі у селищі припадало 96,8 чоловіків;  на 100 жінок у віці від 18 років та старших — 87,5 чоловіків також старших 18 років.
Середній дохід на одне домашнє господарство  становив 47 666 доларів США (медіана — 44 688), а середній дохід на одну сім'ю — 57 144 долари (медіана — 60 268). Медіана доходів становила 45 511 долар для чоловіків та 26 719 доларів для жінок. За межею бідності перебувало 15,3 % осіб, у тому числі 21,3 % дітей у віці до 18 років та 11,5 % осіб у віці 65 років та старших.
Цивільне працевлаштоване населення становило 501 особа. Основні галузі зайнятості: освіта, охорона здоров'я та соціальна допомога — 26,9 %, виробництво — 13,4 %, транспорт — 10,2 %, роздрібна торгівля — 8,2 %.